# ای‌سی‌ئی‌سی
ای‌سی‌ئی‌سی (انگلیسی: Ateliers de Constructions Electriques de Charleroi) شرکت مهندسی برق بلژیکی است، که در سال ۱۹۰۴ تأسیس شد.